# ラーンシュタイン
ラーンシュタイン（独: Lahnstein、ドイツ語発音: [ˈlaːnʃtaɪn]）は、ドイツ連邦共和国 ラインラント＝プファルツ州ライン＝ラーン郡に存在する、連合自治体に属さない市。
コブレンツの南約6kmの、ラーン川とライン川の合流点に位置する。

## 姉妹都市
- ケタリング(Kettering, Northamptonshire)　（イギリス 1956年）
- ヴァンス(Vence)　（フランス 1967年）
- ワヒグヤ(Ouahigouya)　（ブルキナファソ 1978年）
- ヘルムスドルフ(Hermsdorf, Thuringia)　（ドイツ 1990年）